# 二氯化铂
二氯化鉑也称为“氯化亚铂”或“氯化鉑(Ⅱ)”，是由氯元素与铂元素组成的無機化合物，分子式为PtCl2。二氯化铂能以两种晶型存在，这两种晶体都具有反磁性，皆为無味、不溶於水的淡褐色固体。二氯化铂可以作为合成其他铂化合物的前体。

## 结构
二氯化铂与二氯化钯的性质类似，拥有二聚体（α型，α-PtCl2）或六聚体（β型，β-PtCl2）两种形式的结构。β-PtCl2能在500℃时转化为α-PtCl2。β-PtCl2中两个铂原子之间的距离为3.32-3.40Å。这两种结构的PtCl2的配位数皆为4，中心的铂原子由4个氯原子配体包围着；而氯原子的配位数则为2，仅与两个相邻的铂原子链接。

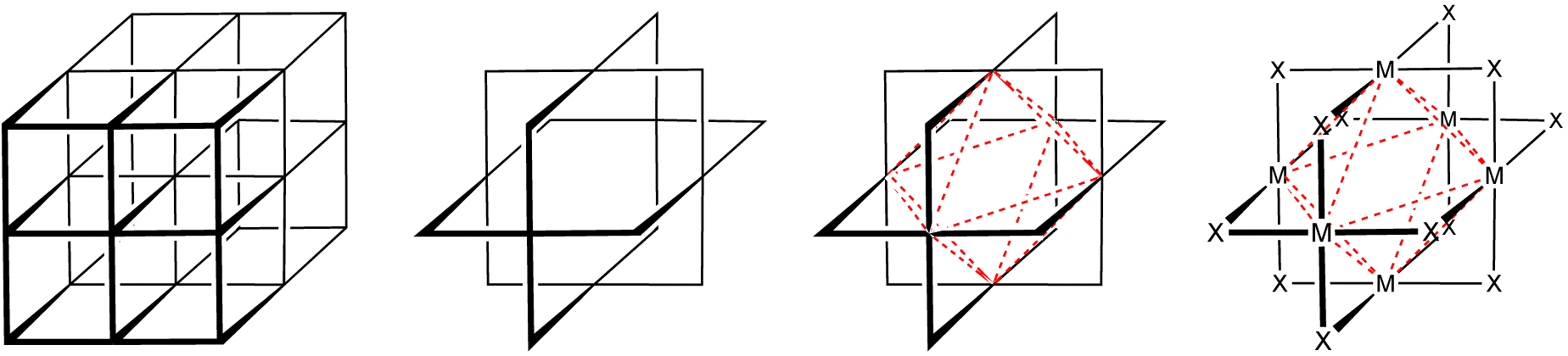
β-PtCl_{2}结构的转化：从立方体开始，移去顶点和中心的节点，产生一个八面体（红色虚线所示，12个Cl^{−}原子和6个铂原子分别用字母X和字母M表示）。

## 制备
β-PtCl2可由氯鉑酸在空氣中加熱至350℃制取，反应方程式如下：
H2PtCl6 → PtCl2 + Cl2 + 2 HCl
因为上述反应的反应物氯铂酸易由金属铂制取，所以利用该反应制取二氯化铂较为简便。二氯化铂也可由利用联氨还原水溶液中的氯酸铂制备，但此反应更适用于实验室制备。后来，永斯·贝采利乌斯发现将四氯化鉑加熱至450℃分解也可产生二氯化铂：
PtCl4 → PtCl2 + Cl2
此外，二氯化铂也可由金属铂和氯气在550℃下直接反应合成：
Pt + Cl2 → PtCl2

## 用途
二氯化铂常被使用配体与之络合形成衍生物，这类反应需要断裂原本二氯化铂（以聚合物形式存在）中铂原子与氯原子之间的化学键：
PtCl2 + 2 L  →  PtCl2L2
二氯化铂的某些络合反应可能具有误导性，如：以氨作为配体与二氯化铂结合，最初形成的虽然是二氯·二氨合铂(Ⅱ)[PtCl2(NH3)2]，但实际上最终产生的是化学式为[PtCl4][Pt(NH3)4]的四氨合铂(Ⅱ)化四氯化铂(Ⅱ)（也称为“马格努斯绿盐”）。
以下列出的是用二氯化铂制备的几种配合物：
- 氯亚铂酸钾（K2PtCl4），粉红色配合物，一种应用面较广的水溶性物质；
- 顺-二氯·二氨合铂(Ⅱ)[cis-PtCl2(NH3)2]，无色配合物，常称为“顺铂”，可作为抗癌药物；
- 顺-二氯·二(三苯基膦)合铂(Ⅱ)[cis-PtCl2(P(C6H5)3)2]，无色配合物，被广泛用于作为制备如PtX(Cl)(P(C6H5)3)2 (X = H, CH3……)等形式复合物的前体；
- 反-二氯·二(三苯基膦)合铂(Ⅱ)[trans-PtCl2(P(C6H5)3)2]，黄色配合物，是顺式异构体的亚稳态异构物；
- 二氯·一(1,5-环辛二烯)合铂(Ⅱ)（Pt(cod)Cl2），无色配合物，是可溶于有机溶剂的不稳定物质。

某些列举出的配合物中可作为有机合成中均相催化的催化剂。